# Dalida
Iolanda Cristina Gigliotti, thường được biết tới với nghệ danh Dalida (17 tháng 1 năm 1933 - 3 tháng 5 năm 1987) là một ca sĩ người Pháp và là Hoa hậu Ai Cập 1954. Sinh ra ở Cairo, Ai Cập trong một gia đình gốc Ý, sau đó lại hoạt động nghệ thuật chủ yếu ở Pháp, Dalida có thể hát bằng hơn mười thứ tiếng khác nhau trong đó có rất nhiều bài đã trở thành bất hủ như "Bambino", "Besame Mucho", "Paroles... Paroles...", "Le temps des fleurs", "Laissez-moi danser" hay "Mourir sur scène". Gặp nhiều khủng hoảng trong đời sống riêng, Dalida đã tự tử tại Paris khi mới 54 tuổi, tuy vậy trong thời gian 31 năm sự nghiệp ca hát bà cũng đã giành được tới 55 đĩa vàng, 1 đĩa kim cương và được coi là một trong những nữ ca sĩ hàng đầu của Pháp.

## Tiểu sử
Iolanda Cristina Gigliotti sinh ngày 17 tháng 1 năm 1933 tại khu Choubrah thuộc Cairo, Ai Cập trong một gia đình trung lưu gốc Ý với cha là Pietro còn mẹ là Filomena. Ông bà của Iolanda là những người Ý gốc Calabria di cư đến Ai Cập vào đầu thế kỷ 20. Iolanda là con thứ hai trong gia đình, bà có một anh trai tên là Orlando và một em trai tên là Bruno. Cha của bà là nghệ sĩ vĩ cầm chính của Nhà hát Opera Cairo, nhờ đó mà địa vị của gia đình được củng cố.
Lúc 10 tháng tuổi, Iolanda bị nhiễm trùng mắt và phải quấn băng suốt 40 ngày. Trong khi đó cha Iolanda thường chơi những bài hát ru bằng vĩ cầm để xoa dịu cơn đau của cô. Suốt từ 3 đến 5 tuổi, cô bé phải trải qua vô số lần phẫu thuật mắt. Sau này khi đã nổi tiếng, Dalida vẫn thường hồi tưởng lại thời thơ bé bị bạn bè bắt nạt chỉ vì cô đeo cặp kính dày cộp.
Năm 1940, lực lượng Đồng minh áp giải Pietro Gigliotti và những người gốc Ý khác đến trại lao Fayed ở sa mạc gần Cairo. Khi Pietro được trả tự do vào năm 1944, ông đã biến chất thành một con người hoàn toàn khác. Ông thường hành xử bạo lực đến mức Iolanda và những đứa trẻ khác trong khu phố đều khiếp sợ ông. Về sau, Dalida có nói về cha mình: "Tôi căm ghét cha tôi khi hắn đánh tôi, tôi thù hằn hắn vì đã đánh mẹ và các anh em tôi. Tôi chỉ muốn hắn ta chết quách đi, và cuối cùng hắn cũng chết thật." Pietro qua đời vì áp xe não vào năm 1945, khi đó Dalida chỉ mới 12 tuổi. Chấn thương tâm lý đó khiến cô mặc cảm và ảnh hưởng nhiều đến việc tìm kiếm bạn đời về sau.
Năm 1951, Iolanda tham gia một cuộc thi sắc đẹp và trở thành người mẫu cho một nhà mốt ở Cairo. Năm 1954 bà trở thành Hoa hậu Ai Cập và bắt đầu thu hút được sự chú ý của các ông bầu nghệ thuật, trong đó có đạo diễn người Pháp Marc de Gastyne, người đã thuyết phục bà rời Ai Cập tới Pháp để làm diễn viên. Đây cũng là thời gian bà bắt đầu lấy nghệ danh là Dalida (trước đó Iolanda còn dùng nghệ danh Dalila trong một thời gian ngắn).

## Sự nghiệp

### Ngôi sao lớn
Thời gian đầu ở Paris Dalida tham gia các bộ phim loại B tuy nhiên bà sớm nhận ra rằng mình khó có cơ hội nổi tiếng nếu tiếp tục theo nghiệp diễn viên và bắt đầu hướng sang nghề ca sĩ. Dalida bắt đầu trình diễn tại các phòng trà (cabaret) Villa d'Este và Drap d'Or.
May mắn đã đến với Dalida khi giọng hát của bà được ông bầu Bruno Coquatrix, lúc này đang đi tìm giọng ca mới cho nhà hát tạp kỹ (music-hall) Olympia, phát hiện năm 1956. Coquatrix đã gợi ý cho Dalida tham gia cuộc thi ca sĩ mới "Les numéros 1 de demain" (Số 1 của tương lai) tổ chức tại Olympia. Cuộc thi này do Coquatrix (ông chủ Olympia), Eddie Barclay (nhà sản xuất băng đĩa) và Lucien Morisse (giám đốc điều hành đài Europe 1) làm giám khảo. Dalida, với số báo danh 421, đã nhanh chóng chinh phục ban giám khảo bằng giọng hát của mình, Morisse lập tức mời Dalida tới Europe 1 thu âm bài hát đầu tiên, Madona, gốc là một bài hát tiếng Bồ Đào Nha của Amália Rodrigues có tên Barco Negro. Bài thứ 2 Dalida thu âm ở Europe 1 là Le torrent, cả hai tác phẩm đều chỉ thành bàng ở mức tương đối và Morisse nghĩ tới việc phải tìm cho bà một bài hát có tính đột phá. Đó là Bambino (bài hát gốc tiếng Napoli là Guaglione) vốn trước đó định dành cho ngôi sao của dòng nhạc Latinh là Gloria Lasso. Dalida thu Bambino chỉ trong một đêm và tác phẩm lập tức thành bàng rực rỡ khi đĩa hát của nó bán được tới nửa triệu bản, đứng trong bảng xếp hạng hơn 1 năm (trong đó có 39 tuần đứng thứ nhất) và trở thành đĩa vàng đầu tiên của Dalida. Không chỉ được hỗ trợ trên sóng phát thanh bởi Morisse, Dalida cũng được Coquatrix ưu ái xếp là ca sĩ hàng đầu ở Olympia, bà biểu diễn chung với Charles Aznavour, rồi Gilbert Bécaud, khi đó đều là các ngôi sao của ca nhạc Pháp. Sau này Dalida là một trong những ngôi sao lớn nhất của Olympia, bà là ca sĩ số 1 ở đây vào các năm 1961, 1964, 1967, 1971, 1974, 1977 và 1981.
Sau một cuộc tình ngắn ngủi với Jean Sobieski, năm 1961 Dalida cưới Lucien Morisse, người đã giúp đỡ bà rất nhiều trong giai đoạn đầu sự nghiệp. Không chỉ có Bambino, Morisse còn dành cho bà nhiều bài hát mới khác như Come prima, Gondolier, Les Gitans hay Romantica.

### Đời tư bất hạnh
Mặc dù đạt được rất nhiều thành bàng trong sự nghiệp, nhưng đời tư của Dalida lại gặp rất nhiều bất hạnh. Năm 1967, người tình của Dalida là Luigi Tenco đột ngột tự sát trong thời gian tham gia Liên hoan âm nhạc San Remo. Khủng hoảng tinh thần nặng nề sau cái chết này, Dalida lần đầu tiên tự sát nhưng bất thành. Năm 1970 đến lượt Lucien Morisse, người chồng và người quản lý của Dalida cũng tự sát, năm 1983 đến lượt Richard Chanfray, một người bạn thân khác của Dalida, cũng tự vẫn. Sau khi có mang với một sinh viên người Roma, Dalida đã quyết định nạo thai nhưng cuộc phẫu thuật đã gặp trục trặc dẫn đến việc bà mất hoàn toàn khả năng làm mẹ.
Gặp nhiều bất hạnh nhưng Dalida vẫn tiếp tục giữ được vị trí ngôi sao của mình với các bài hát thành bàng như Avec le temps, Gigi l’amoroso, Il venait d'avoir 18 ans và J’attendrai. Bà cũng chứng tỏ tài năng diễn xuất qua bộ phim le Sixième Jour (1986) của Youssef Chahine, (1986). Trong thời gian này bà cũng có quan hệ thân thiết với chính trị gia François Mitterrand và đã ủng hộ nhiệt tình Mitterrand trong cuộc bầu cử tổng thống Pháp năm 1981.

## Qua đời và di sản
Đêm ngày mùng 2, rạng sáng ngày 3 tháng 5 năm 1987, Dalida tự sát bằng thuốc an thần và qua đời tại nhà riêng trên phố Orchampt thuộc khu Montmartre, bà chỉ để lại một dòng trăng trối:
| “ | La vie m'est insupportable, pardonnez-moi - Tôi không thể chịu đựng cuộc sống thêm được nữa, hãy tha lỗi cho tôi | ” |

Dalida được an táng tại Nghĩa trang Montmartre, ngôi mộ của bà là một trong những địa điểm được viếng thăm nhiều nhất của nghĩa trang này.
Sau khi qua đời, Dalida tiếp tục là nguồn cảm hứng cho nhiều tác phẩm nghệ thuật, có thể kể tới bài hát De la seine à la scène của Charles Aznavour, đoạn phóng tác Dalida, à quoi bon vivre au mois de mai? của Joseph Agostini và Caroline Sourrisseau hay bộ phim truyền hình Dalida của Joyce Buñuel (Sabrina Ferilli thủ vai Dalida). Một quảng trường của Paris nằm không xa phố Orchampt cũng được đặt theo tên ca sĩ huyền thoại. Nhân dịp kỉ niệm 20 năm ngày mất của Dalida, toà thị chính Paris đã tổ chức chương trình triển lãm hình ảnh và bài hát về Dalida ngay trên các bức tường của thành phố.

## Tác phẩm
Là một ca sĩ gốc Ý, sinh ra ở Ai Cập và phát triển sự nghiệp ở Pháp, Dalida có thể hát bằng rất nhiều thứ tiếng, không chỉ có tiếng Pháp, tiếng Ý và còn có tiếng Đức, tiếng Ả Rập, thậm chí là tiếng Nhật. Tổng cộng hơn 125 triệu đĩa hát của Dalida đã được bán ra trên toàn thế giới trong đó Bambino đã trở thành đĩa bạch kim vào năm 1964 và đĩa kim cương năm 1981.

### Các bài hát nổi tiếng
- "Bambino" (1956)
- "Histoire d'un amour" (1959)
- "La chanson d'Orphée" (1959)
- "Garde-moi la dernière danse" (1960)
- "Les Enfants du Pirée" (1960)
- "Je reviens te chercher" (1967)
- "Le temps des fleurs" (1968)
- "Il venait d'avoir 18 ans / 18 Anni / He must have been eighteen" (1973)
- "Paroles... Paroles..." (1973) - cùng Alain Delon
- "Gigi l'Amoroso" (1974)
- "J'attendrai / Tornerai" (1975)
- "Besame Mucho (Embrasse-moi)" (1976)
- "Salma Ya Salama" (1977)
- "Ti Amo (Je t'aime)" (1977)
- "Monday, Tuesday... Laissez-moi danser / Let me dance tonight" (1979)
- "Il pleut sur Bruxelles" (1981)
- "Mourir sur scène" (1983)
- "Pour en arriver là" (1984)...

## Đĩa nhạc
- 1957 - Son nom est Dalida
- 1957 - Miguel
- 1958 - Gondolier
- 1958 - Les Gitans
- 1959 - Le disque d'or de Dalida
- 1959 - Love in Portofino
- 1960 - Les enfants du Pirée
- 1961 - Garde-moi la dernière danse
- 1961 - Loin de moi
- 1961 - Milord (phát hành ở Ý)
- 1962 - Le petit Gonzalès
- 1963 - Eux
- 1964 - Amore Scusami (Amour excuse-moi)
- 1965 - Il Silenzio (Bonsoir mon amour)
- 1966 - Pensiamoci Ogni Sera
- 1967 - Olympia 67
- 1967 - Ciao Amore, Ciao
- 1968 - Un po' d'amore
- 1968 - Le temps des fleurs
- 1969 - Canta in Italiano
- 1969 - Ma mère me disait
- 1970 - Ils ont changé ma chanson
- 1971 - Une vie
- 1972 - Olympia 71 (live)
- 1972 - Il faut du temps
- 1973 - Sings in Italian for You
- 1973 - Julien
- 1974 - Olympia 74 (live)
- 1974 - Manuel
- 1975 - Sempre più
- 1975 - J'attendrai
- 1976 - Coup de chapeau au passé
- 1977 - Femme est la nuit
- 1977 - Olympia 77 (live)
- 1977 - Pour Toujours: Bande Originale
- 1977 - Salma ya salama
- 1978 - Génération 78
- 1979 - Dédié à toi (Monday Tuesday)
- 1980 - Gigi in Paradisco
- 1980 - Le Spectacle Du Palais Des Sports 1980 (live)
- 1981 - Olympia 81 (live)
- 1982 - Spécial Dalida
- 1982 - Mondialement vôtre
- 1983 - Les p'tits mots
- 1984 - Dali
- 1986 - Le visage de l'amour
- 1987 - Tigani bi arab

## Phim
- 1954 - Joseph et ses frères
- 1954 - Le masque de Toutankhamon
- 1954 - Un verre, une cigarette
- 1957 - Brigade des mœurs
- 1958 - Rapt au deuxième bureau
- 1960 - Parlez-moi d'amour
- 1963 - L'inconnue de Hong Kong
- 1965 - Ménage à l'Italienne
- 1968 - Io ti amo
- 1977 - Comme sur des roulettes
- 1977 - Dalida pour toujours (phim tài liệu)
- 1986 - Le Sixième Jour